# September 2010
| September 2010 |
| Månader under 2010: Januari · Februari · Mars · April · Maj · Juni · Juli · Augusti · September · Oktober · November · December ← December 2009 · Januari 2011 → |

## Händelser
- 7 september – Den svenska TV-kanalen ZTV läggs ner och ersätts av betalkanalen TV10.[1]
- 15 september – Världens största passagerarflygplan, Airbus 380 från tyska Lufthansa, landar för första gången på svensk mark. Detta sker på Arlanda Flygplats i Stockholm.
- 16 september - Mexiko fyller 200 år som självständig stat.
- 18 september
  - Parlamentsval hålls i Afghanistan.
  - 18 september - Chile fyller 200 år som självständig stat.

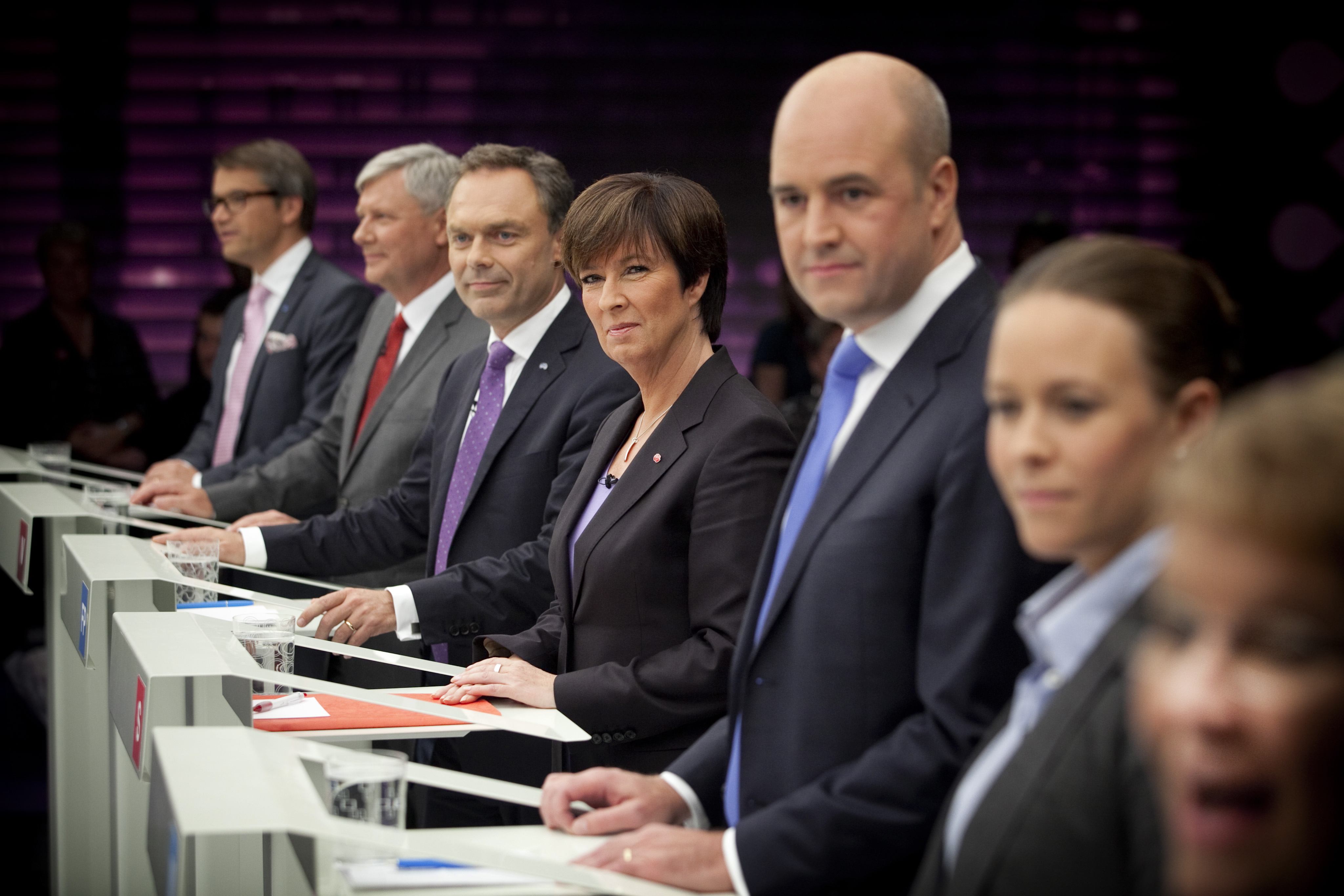
Riksdagsval i Sverige.

- 19 september – I Sverige hålls val till riksdag, landstingen och kommunerna. Den sittande borgerliga regeringskoalitionen Alliansen blir det största blocket, men får inte egen majoritet. Sverigedemokraterna blir för första gången invalda och får en vågmästarroll i Sveriges riksdag, som därmed för första gången får åtta partier.
- 21 september – Den svenska TV-kanalen SVT1 inleder sändningar i High definition-format i en parallellkanal benämnd SVT1 HD.
- 22 september – Ytterligare en Konjunktion inträffar mellan planeterna Jupiter och Uranus.
- 25 september – Ed Miliband väljs till ny partiledare för brittiska Labourpartiet.
- 25 september-10 oktober - Världsryttarspelen hålls i Lexington i delstaten Kentucky i USA.
- 30 september – 50-öringen avskaffas som svenskt mynt.[2] Därmed försvinner ett mynt, som har funnits som svenskt betalningsmedel sedan 1857. Dessutom försvinner det sista öresmyntet ur svensk handel, efter att öre som mynt har funnits i nästan 500 år, sedan 1522. Öret finns dock kvar som räkneenhet.

### Fotnoter
1. ↑  Leif Holmkvist (16 juni 2010). ”ZTV i graven”. Resume. http://www.resume.se/nyheter/artiklar/2010/06/16/ztv-i-graven/. Läst 11 september 2016.
2. ↑  Efter den 30 september 2010 kan du inte längre betala med 50-öringen Arkiverad 8 maj 2010 hämtat från the Wayback Machine.